# Čitluk, Priboj
Čitluk (izvirno srbsko Читлук) je naselje v Srbiji, ki upravno spada pod Občino Priboj; slednja pa je del Zlatiborskega upravnega okraja.

## Demografija
V naselju, katerega izvirno (srbsko-cirilično) ime je Читлук, živi 158 polnoletnih prebivalcev, pri čemer je njihova povprečna starost 40,6 let (41,8 pri moških in 39,5 pri ženskah). Naselje ima 76 gospodinjstev, pri čemer je povprečno število članov na gospodinjstvo 2,57.
To naselje je, glede na rezultate popisa iz leta 2002, večinoma bošnjaško, a v času zadnjih treh popisov je opazno zmanjšanje števila prebivalcev.
|  |

| Demografija | Demografija     | Demografija     |
| Leto        | Št. prebivalcev | Št. prebivalcev |
| ----------- | --------------- | --------------- |
|             |                 |                 |
|             |                 |                 |
|             |                 |                 |
|             |                 |                 |
| 1948        | 245             |                 |
| 1953        | 423             |                 |
| 1961        | 717             |                 |
| 1971        | 211             |                 |
| 1981        | 616             |                 |
| 1991        | 328             | 323             |
| 2002        | 311             | 195             |
|             |                 |                 |

| Etnična sestava po popisu iz leta 2002 | Etnična sestava po popisu iz leta 2002 | Etnična sestava po popisu iz leta 2002 | Etnična sestava po popisu iz leta 2002 | Etnična sestava po popisu iz leta 2002 |
| -------------------------------------- | -------------------------------------- | -------------------------------------- | -------------------------------------- | -------------------------------------- |
| Bošnjaki                               | Bošnjaki                               |                                        | 170                                    | 87,17%                                 |
| Muslimani                              | Muslimani                              |                                        | 21                                     | 10,76%                                 |
| Jugoslovani                            | Jugoslovani                            |                                        | 3                                      | 1,53%                                  |
| Srbi                                   | Srbi                                   |                                        | 1                                      | 0,51%                                  |
| Neznano                                | Neznano                                |                                        | 0                                      | 0,0%                                   |